# Abbaye de Combelongue
L'abbaye de Combelongue, également appelée abbaye Saint-Laurent de Combelongue est une abbaye de l'ordre de Prémontré, située en France sur la commune de Rimont dans le département de l'Ariège (ancien diocèse de Couserans, aujourd'hui diocèse de Pamiers).
L'abbaye fait l’objet d’une inscription au titre des monuments historiques depuis le 9 juillet 2007.

## Histoire
L'abbaye de Combelongue, la seule dans le diocèse de Couserans, est fondée en 1138 par Arnauld d'Austria, comte de Pallars pour l’un de ses fils Antoine, qui en devient le premier abbé. En 1154, l'abbaye reçoit le roi Louis VII, en route vers Saint-Jacques-de-Compostelle. Riche et prospère jusqu’au XIVe siècle, elle compte alors une centaine de religieux.
En 1207, l’abbé de Combelongue Navarrus d'Acqs, également évêque de Couserans, est légat du pape Innocent III. C'est à ce titre qu'il prend part aux querelles religieuses entre catholiques et cathares à Montréal (Aude) et au colloque de Pamiers.
À partir de 1446, l'abbaye commence à décliner. Affectée par l'épidémie de peste noire (1353-1355), elle est endommagée pendant la guerre de Cent Ans et les guerres de Religion. En 1568, l'abbaye de Combelongue est dévastée par les protestants, venus de la région de Tarascon.
L'abbaye se maintient jusqu’à la Révolution sous le régime de la commende. En 1789, l’abbaye est pillée et incendiée. Arnaud de Jonquet, dernier abbé de l’abbaye de Combelongue de 1741 à 1789 émigre en Espagne.
En 1791, l'abbaye est sécularisée et plus tard vendue comme bien national.

## Architecture
Construite entièrement en briques roses — situation inhabituelle dans cette région où la pierre abonde —, cette abbaye romane est l'un des rares témoins de l'influence mudéjare dans la région.

## Galerie

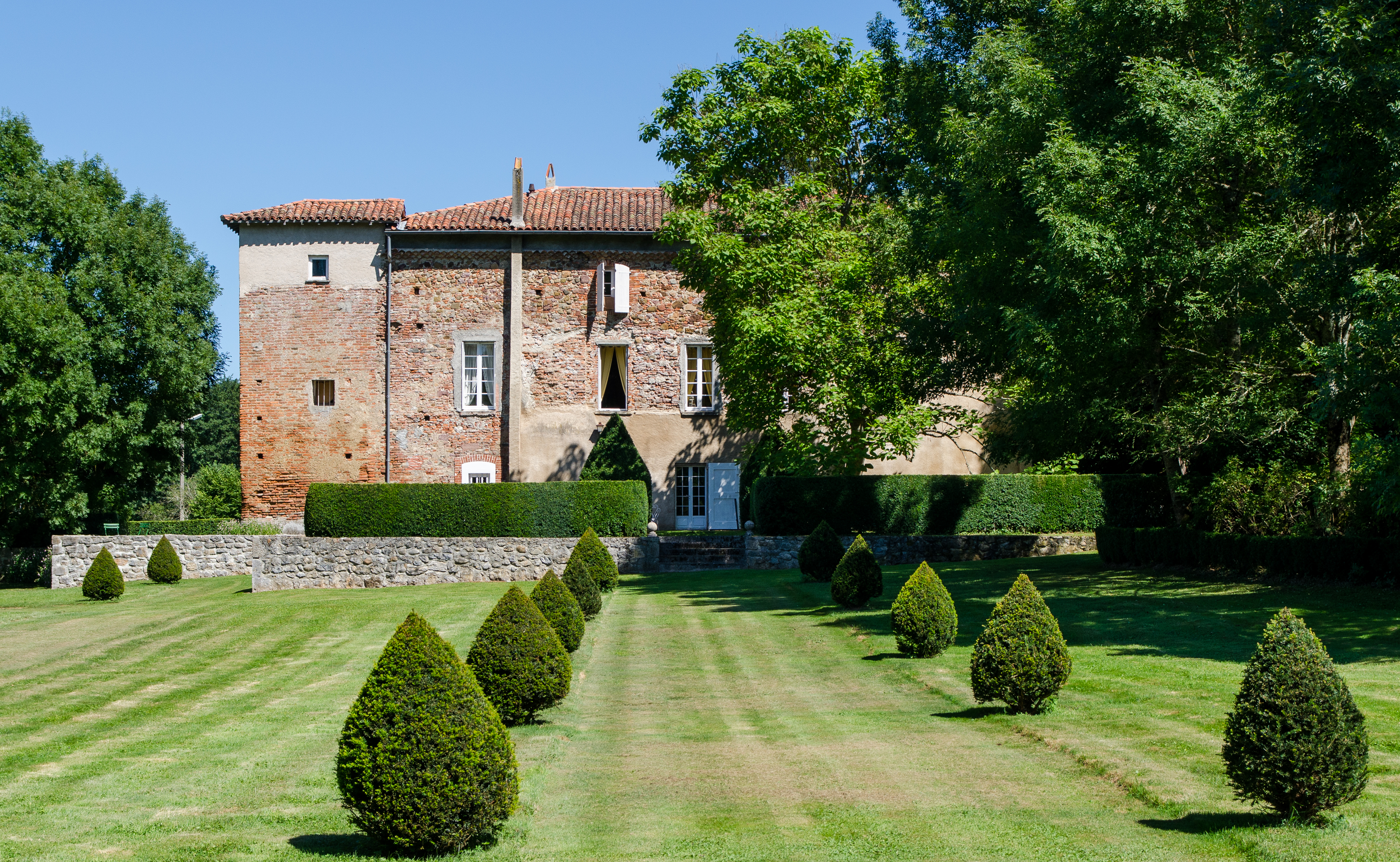
L'abbaye de Combelongue côté jardin.
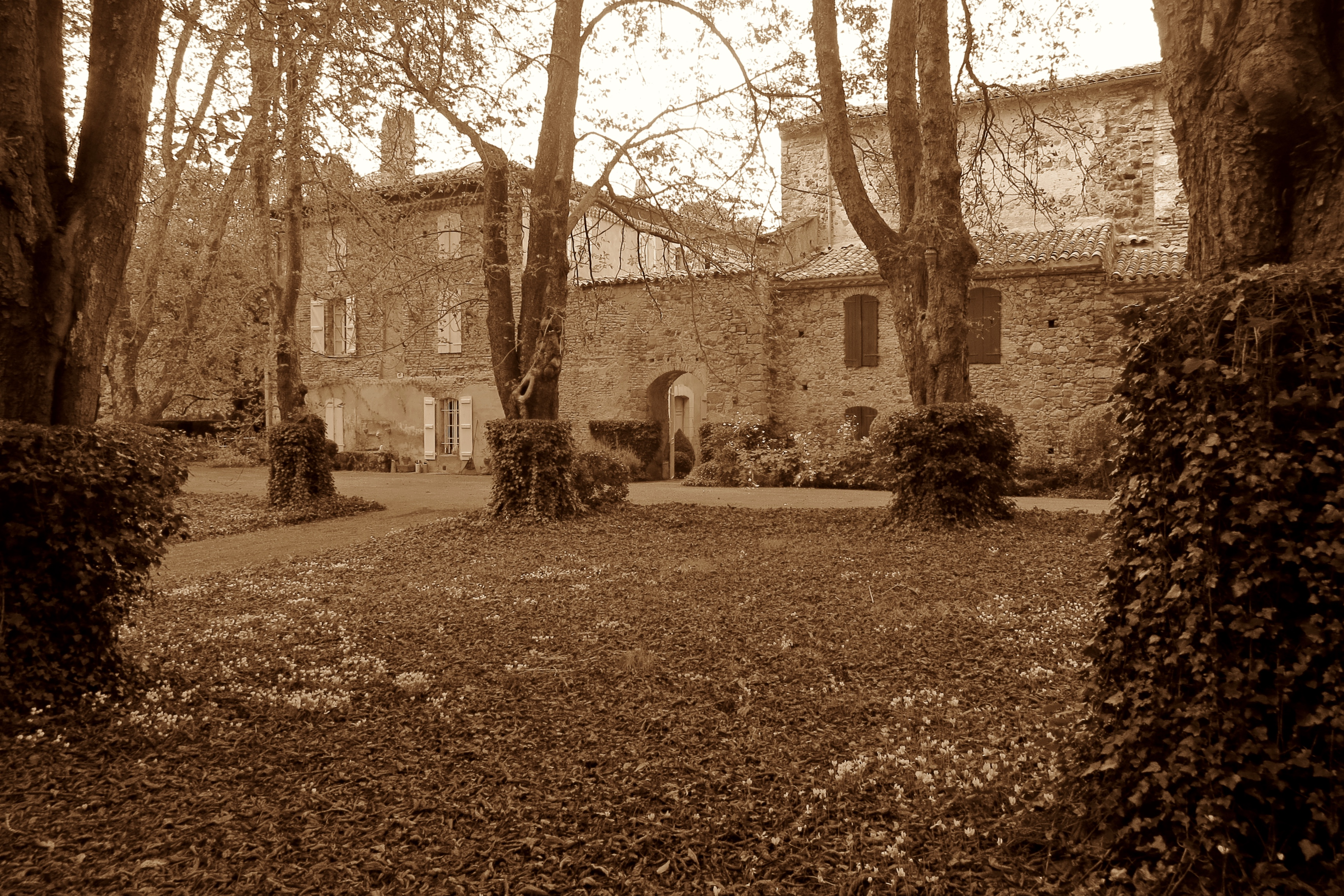
L'abbaye en septembre 2016.
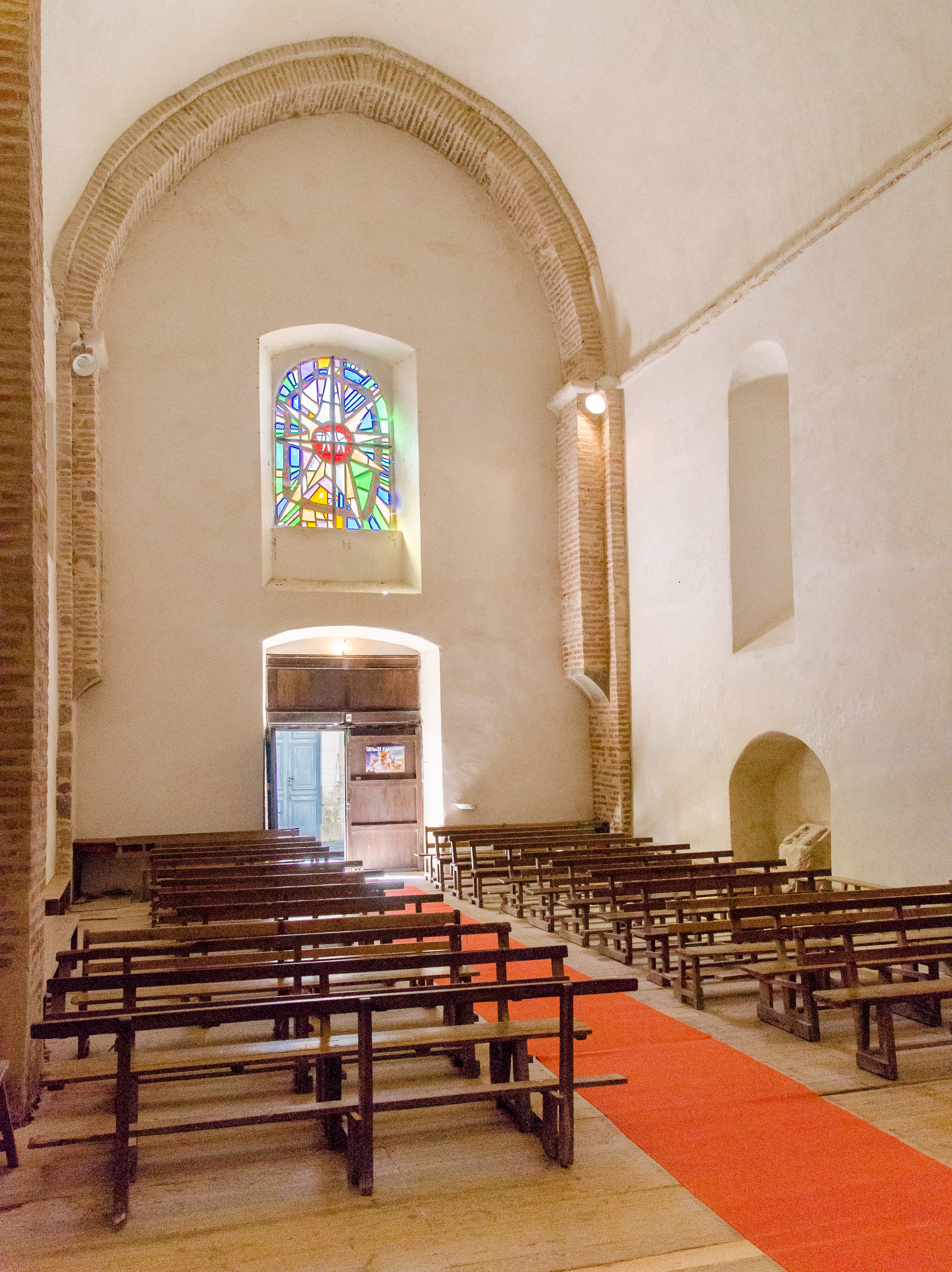
nef de l'église.
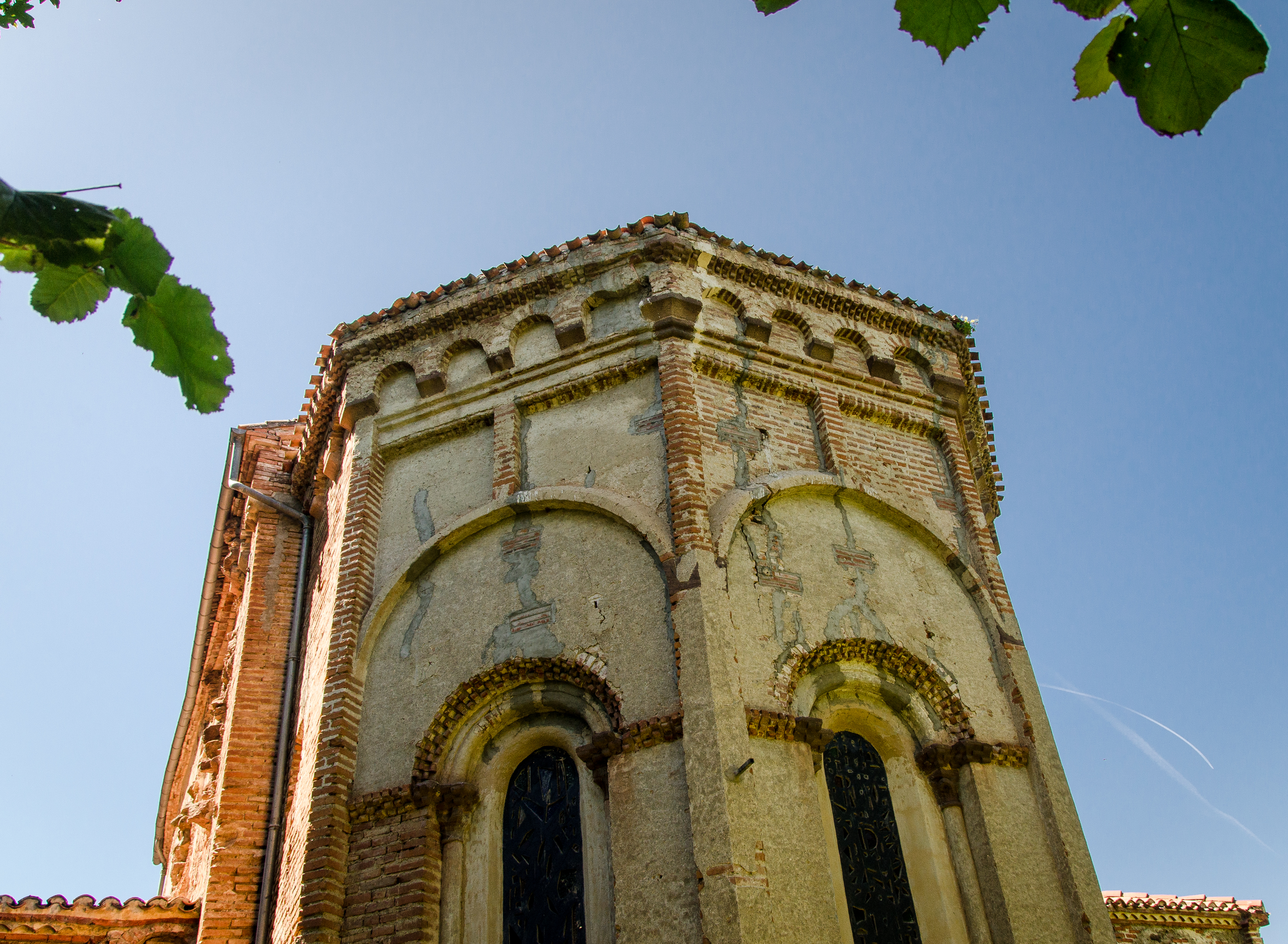
Chevet de l'abbatiale.
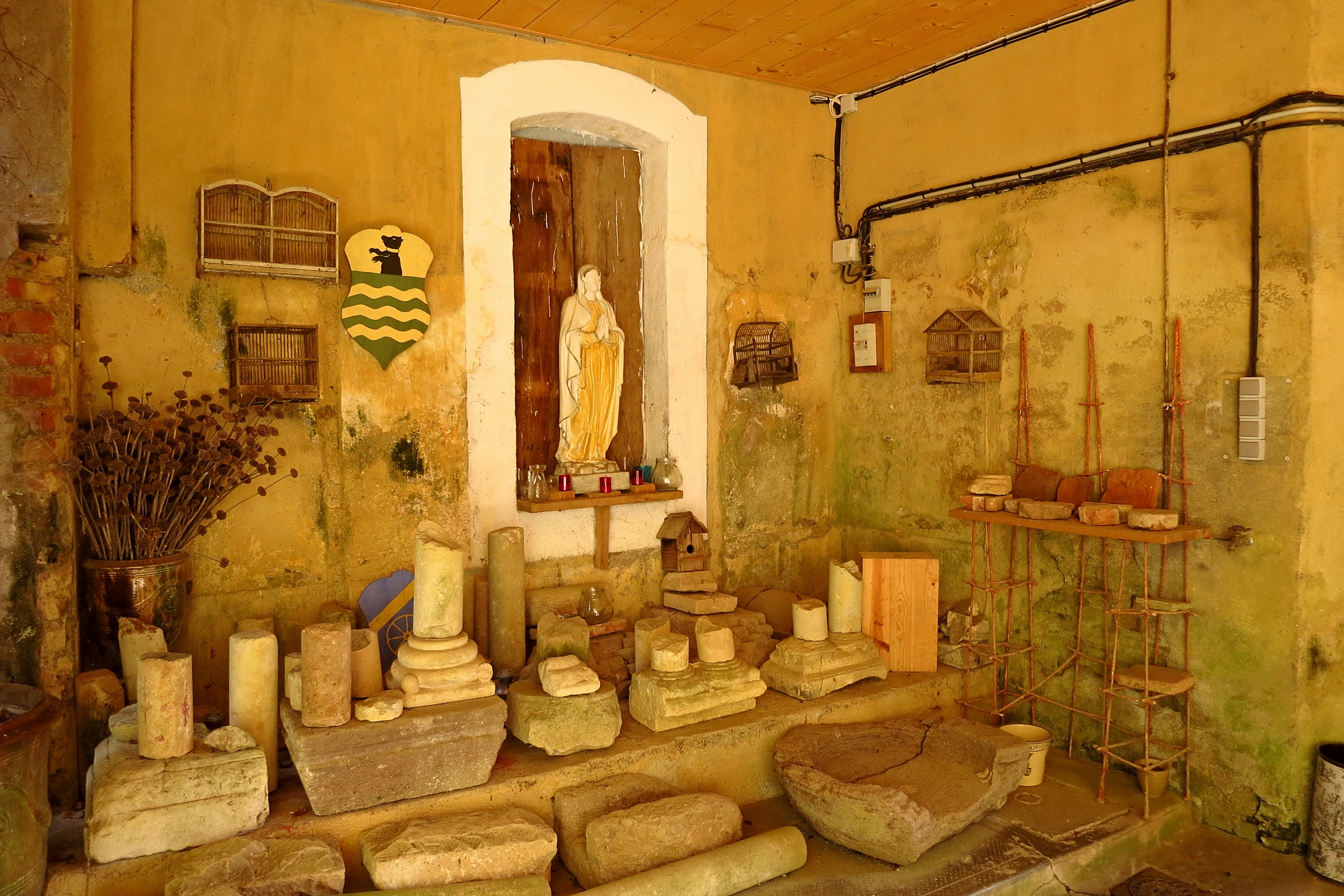
Statue de Notre-Dame de Lourdes, autel et trouvailles archéologiques.

## Environnement
Avec jardins médiéval, Renaissance, à la française, grande nef et théâtre de verdure, verger, terrasse de buis... L'abbaye, patrimoine parfaitement entretenu et classé Monument historique, a reçu le label « Jardin remarquable » en 2012. Visite en été et location possible.

### Sources et bibliographie
- Jacques Dubourg, Les abbayes de Midi-Pyrénées, Saint-Cyr-sur-Loire, Éditions Alan Sutton, 2009 (ISBN 978-2-8138-0020-6), p. 23-27
- Bernard Ardura, Abbayes, prieurés et monastères de l'ordre de Prémontré en France des origines à nos jours : dictionnaire historique et bibliographique, Presses universitaires de Nancy, 1993
- Pierre-Georges Guillonnet, L'architecture retrouvée de l'Abbaye de Combelongue, Éditions Lacour, 2001